# باشگاه فوتبال الشعله عربستان سعودی
باشگاه الشعله (به عربی: نادي الشعلة) یک باشگاه فوتبال از عربستان سعودی است که در شهر الخرج قرار دارد. این باشگاه هم‌اکنون در لیگ دسته دوم فوتبال عربستان سعودی بازی می‌کند.
این باشگاه سابقهٔ یک قهرمانی در لیگ دسته ۱ عربستان و یک قهرمانی در لیگ دسته ۲ عربستان را در کارنامهٔ خود دارد.
این باشگاه در سال ۱۹۶۳ میلادی تأسیس شده است.